# Paraschistura hormuzensis
Paraschistura hormuzensis is een straalvinnige vissensoort uit de familie van de bermpjes (Nemacheilidae). De wetenschappelijke naam van de soort werd voor het eerst geldig gepubliceerd in 2015  door Freyhof, Sayyadzadeh, Esmaeili en Geiger.